# Berehein na forno
Berehein na forno – specjalność kuchni karaibskiej, charakterystyczna dla Saint-Martin. Są to bakłażany z kremem kokosowym.